# Uncanny valley

Răspunsul emoțional ipotetic al subiecților este reprezentat în raport cu antropomorfismul unui robot, conform declarațiilor lui. Valea stranie este regiunea de răspuns emoțional negativ față de roboții care par „aproape” umani. Mișcarea amplifică răspunsul emoțional.

Efectul uncanny valley (不気味の谷 bukimi no tani?) sau tradus literar ca valea stranie este o relație psihologică și estetică ipotetică între gradul de asemănare a unui obiect cu o ființă umană și răspunsul emoțional la obiect. Ipoteza uncanny valley prezice că o entitate care pare aproape umană riscă să provoace sentimente stranii în rândul spectatorilor. Există exemple ale acestui fenomen în robotică, animațiile 3D pe computer și în păpușile realiste. Prevalența din ce în ce mai mare a tehnologiilor digitale (de exemplu, realitatea virtuală, realitatea augmentată și animațiile computerizate fotorealiste⁠(d)) a propagat discuțiile și citatele despre „vale”; astfel de conversații au sporit verosimilitatea⁠(d) construcției.

## Ipoteză

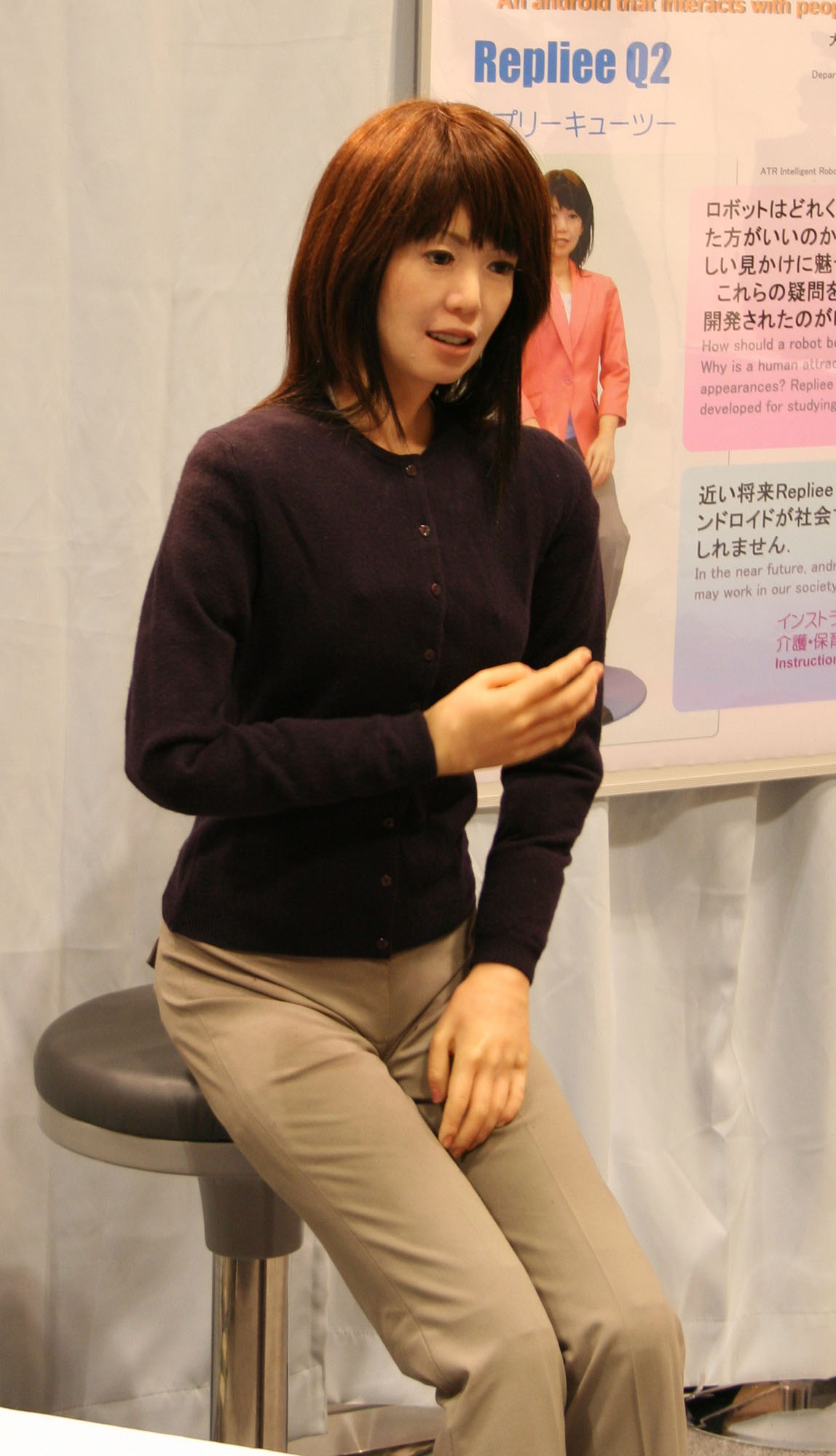
Într-un experiment care a implicat robotul (ilustrat mai sus) care seamănă cu un om, structura robotică neacoperită de sub Repliee și omul real care a fost modelul pentru Repliee, robotul care seamănă cu un om a provocat cel mai mare grad de activitate a.

Ipoteza inițială a lui Mori afirmă că, pe măsură ce aspectul unui robot devine mai uman, răspunsul emoțional al unor observatori la robot devine din ce în ce mai pozitiv și empatic, până când acesta devine aproape uman, moment în care răspunsul devine rapid o repulsie puternică. Cu toate acestea, pe măsură ce aspectul robotului continuă să se deosebească tot mai puțin de cel al unei ființe umane, răspunsul emoțional devine din nou pozitiv și se apropie de nivelurile de empatie de la om la om. Atunci când sunt reprezentate pe un grafic, reacțiile sunt indicate printr-o scădere abruptă urmată de o creștere abruptă (de unde și partea „vale” a denumirii) în zonele în care antropomorfismul este cel mai aproape de realitate.
Acest interval de răspuns respingător stârnit de un robot cu aspect și mișcare între o entitate „oarecum umană” și „complet umană” este efectul „uncanny valley”. Denumirea reprezintă ideea că un robot cu aspect aproape uman pare prea „ciudat” pentru unele ființe umane, produce un sentiment de stranietate⁠(d) și, prin urmare, nu reușește să evoce răspunsul empatic necesar pentru o interacțiune om-robot productivă⁠(d).

## Baza teoretică
Au fost propuse o serie de teorii pentru a explica mecanismul cognitiv care provoacă fenomenul:
- Selecția partenerului: Aprecierile automate, determinate de stimuli, ale stimulilor stranii provoacă aversiune prin activarea unui mecanism cognitiv evoluat pentru evitarea selecției partenerilor⁠(d) cu fertilitatea scăzută, sănătate hormonală precară sau sistemele imunitare ineficiente, pe baza trăsăturilor vizibile ale feței și corpului care sunt predictive pentru aceste trăsături.
- Saliența mortalității: Vizionarea unui robot „straniu” stârnește o teamă înnăscută de moarte și apărări susținute cultural pentru a face față inevitabilității morții.... [Androizii dezasamblați parțial... se joacă cu temerile subconștiente de reducere, înlocuire și anihilare: (1) Un mecanism cu o fațadă umană și un interior mecanic se joacă cu teama noastră subconștientă că toți suntem doar mașini fără suflet. (2) Androizii în diferite stări de mutilare, decapitare sau dezasamblare amintesc de un câmp de luptă după un conflict și, ca atare, servesc drept memento al mortalității noastre. (3) Deoarece majoritatea androizilor sunt copii ale unor persoane reale, ei sunt dubluri și pot provoca teama de a fi înlocuit, la locul de muncă, într-o relație și așa mai departe. (4) Mișcările sacadate ale unui android ar putea fi tulburătoare, deoarece provoacă teama de a pierde controlul corpului.[4]
- Evitarea agenților patogeni: Stimulii stranii pot activa un mecanism cognitiv care a evoluat inițial pentru a motiva evitarea potențialelor surse de agenți patogeni prin provocarea unui răspuns de dezgust. „Cu cât un organism arată mai uman, cu atât aversiunea față de defectele sale este mai puternică, deoarece (1) defectele indică o boală, (2) organismele cu aspect mai uman sunt mai strâns legate genetic de ființele umane și (3) probabilitatea de a contracta bacterii, viruși și alți paraziți care provoacă boli crește odată cu similitudinea genetică.”[5] Anomaliile vizuale ale androizilor, roboților și altor personaje umane animate provoacă reacții de alarmă și repulsie, similare cadavrelor și indivizilor vizibil bolnavi.[6][7]
- Încălcarea normelor umane: Dacă o entitate pare suficient de non-umană, caracteristicile sale umane sunt vizibile, generând empatie. Cu toate acestea, în cazul în care entitatea arată aproape uman, aceasta evocă modelul nostru de celălalt uman și așteptările sale normative detaliate. Caracteristicile non-umane sunt vizibile, oferind privitorului uman un sentiment de stranietate. Cu alte cuvinte, un robot care are o înfățișare în intervalul uncanny valley nu este judecat ca un robot care face o treabă acceptabilă în a se preface că este uman, ci ca un om anormal care face o treabă proastă în a părea o persoană normală. Acest lucru a fost asociat cu incertitudinea perceptivă și cu teoria codării predict.[8][9][10]
- Indicii perceptuali contradictorii: efectul negativ asociat cu stimulii stranii este produs de activarea reprezentărilor cognitive contradictorii. Tensiunea perceptivă apare atunci când o persoană percepe indicii contradictorii privind apartenența la o categorie, cum ar fi atunci când o figură umanoidă se mișcă ca un robot sau are alte caracteristici vizibile de robot. Acest conflict cognitiv este experimentat ca un disconfort psihologic (adică „ciudățenie”), la fel ca disconfortul care este experimentat cu disonanță cognitivă⁠(d).[11][12] Mai multe studii susțin această posibilitate. Mathur și Reichling au constatat că timpul necesar subiecților pentru a evalua asemănarea umană sau mecanică a unei fețe de robot a atins un nivel maxim pentru fețele aflate cel mai adânc în uncanny valley, sugerând că clasificarea perceptivă a acestor fețe ca fiind „umane” sau „robot” a reprezentat o provocare cognitivă mai mare.[13] Cu toate acestea, ei au constatat că, deși confuzia perceptivă a coincis cu uncanny valley, aceasta nu a mediat efectul uncanny valley asupra reacțiilor sociale și emoționale ale subiecților - sugerând că confuzia perceptivă nu poate fi mecanismul din spatele efectului uncanny valley. Burleigh și colegii săi au demonstrat că fețele aflate la jumătatea distanței dintre stimulii umani și non-umani au produs un nivel de ciudățenie raportată care a deviat de la un model liniar care relaționează asemănarea umană cu afecțiunea.[14] Yamada et al. au constatat că dificultatea cognitivă a fost asociată cu afectarea negativă la punctul median al unui continuum morfozat (de exemplu o serie de stimuli care se transformă între un câine din desene animate și un câine real).[15] Ferrey et al. au demonstrat că punctul median dintre imaginile unui continuum ancorat de două categorii de stimuli produce un maxim de afectare negativă și au constatat acest lucru atât în cazul entităților umane, cât și al celor non-umane.[11] Schoenherr și Burleigh oferă exemple din istorie și cultură care demonstrează aversiunea față de entitățile hibride, cum ar fi aversiunea față de organismele modificate genetic („Frankenfoods”).[16] În cele din urmă, Moore a dezvoltat un model matematic bayesian care oferă o explicație cantitativă a conflictului perceptiv.[17] Au existat unele dezbateri cu privire la mecanismele exacte care sunt responsabile. S-a argumentat că efectul este determinat de dificultatea categorizării,[14][15] procesarea configurală, nepotrivirea perceptivă,[18] sensibilizarea bazată pe frecvență,[18] și devalorizarea inhibitoare.[11]
- Amenințarea distinctivității și identității umane: Reacțiile negative față de roboții foarte asemănători oamenilor pot fi legate de provocarea pe care acest tip de robot o aduce distincției categorice om - non-uman. Kaplan[19] a afirmat că aceste noi mașini sfidează unicitatea umană, făcând presiuni pentru o redefinire a umanității. Ferrari, Paladino și Jetten[20] au constatat că sporirea aspectului antropomorf al unui robot duce la o intensificare a amenințării la adresa distinctivității și identității umane.[21] Cu cât un robot seamănă mai mult cu o persoană reală, cu atât mai mult reprezintă o provocare la adresa identității noastre sociale ca ființe umane.
- Definiția religioasă a identității umane: Existența unor entități artificiale, dar asemănătoare oamenilor, este considerată de unii ca o amenințare la adresa conceptului de identitate umană. Un exemplu poate fi găsit în cadrul teoretic al psihiatrului Irvin Yalom. Yalom explică faptul că oamenii își construiesc apărări psihologice pentru a evita anxietatea existențială generată de moarte. Una dintre aceste apărări este „specialitatea”, convingerea irațională că îmbătrânirea și moartea, ca premise centrale ale vieții, se aplică tuturor celorlalți, cu excepția propriei persoane. Experiența robotului „viu”, foarte asemănător omului, poate fi atât de bogată și de convingătoare, încât pune la îndoială noțiunile de „specialitate” și apărările existențiale ale oamenilor, provocând anxietate existențială. În folclor, crearea unor ființe asemănătoare oamenilor, dar fără suflet, se dovedește adesea a fi imprudentă, ca în cazul golemului din iudaism, a cărui lipsă de empatie și spirit uman poate duce la dezastru, indiferent de intențiile bune ale creatorului.[22]
- Valea stranie a minții sau AI: Datorită progreselor rapide în domeniul inteligenței artificiale și al calculului afectiv, oamenii de știință cognitivi au sugerat, de asemenea, posibilitatea unei „uncanny valley of mind”.[23][24] În consecință, oamenii ar putea experimenta sentimente puternice de aversiune dacă întâlnesc tehnologii foarte avansate, sensibile la emoții. Printre posibilele explicații ale acestui fenomen, atât o pierdere percepută a unicității umane, cât și așteptări de vătămare fizică imediată sunt discutate de cercetarea contemporană.

## Principii de proiectare
Au fost propuse o serie de principii de proiectare pentru a evita uncanny valley:
- Elementele de design trebuie să se potrivească în ceea ce privește realismul uman. Un robot poate părea straniu atunci când elementele umane și non-umane sunt amestecate. De exemplu, s-a constatat că atât un robot cu voce sintetică, cât și o ființă umană cu voce umană sunt mai puțin stranii decât un robot cu voce umană sau o ființă umană cu voce sintetică. Pentru ca un robot să dea o impresie mai pozitivă, gradul de realism uman al aspectului său trebuie să corespundă și gradului de realism uman al comportamentului său. Dacă un personaj animat arată mai uman decât mișcarea sa, acest lucru dă o impresie negativă. Studiile de neuroimagistică umană indică, de asemenea, că potrivirea aspectului și a cinematicii mișcării este importantă.[25]
- Reducerea conflictului și a incertitudinii prin potrivirea aspectului, comportamentului și capacității. În ceea ce privește performanța, dacă un robot arată prea asemănător cu un aparat electrocasnic, oamenii au puține așteptări de la el; dacă arată prea uman, oamenii au așteptări prea mari de la el.[26] Un aspect foarte asemănător cu cel uman conduce la așteptarea prezenței anumitor comportamente, cum ar fi dinamica mișcărilor asemănătoare cu cea umană. Acest lucru funcționează probabil la un nivel subconștient și poate avea o bază biologică. Neurologii au observat că „atunci când așteptările creierului nu sunt îndeplinite, creierul... generează o «eroare de predicție». Pe măsură ce agenții artificiali asemănători oamenilor devin din ce în ce mai obișnuiți, poate că sistemele noastre de percepție vor fi reglate pentru a se adapta acestor noi parteneri sociali. Sau poate că vom decide „până la urmă, nu este o idee bună să facem [roboți] atât de clar după imaginea noastră”.[8] [27] [28]
- Proporțiile faciale umane și textura fotorealistă ar trebui să fie utilizate numai împreună. O textură umană fotorealistă necesită proporții faciale umane; în caz contrar, personajul generat pe calculator poate duce la apariția văii stranii. Proporțiile faciale anormale, inclusiv cele utilizate de obicei de artiști pentru a spori atractivitatea (de exemplu, ochi mai mari), pot avea un aspect straniu cu o textură umană fotorealistă.

## Critică
Au fost ridicate o serie de critici cu privire la faptul dacă valea stranie există ca un fenomen unificat care poate fi examinat științific:
- Efectul uncanny valley poate fi generațional. Generațiile mai tinere, mai obișnuite cu imaginile generate de calculator (CGI), roboții și altele asemenea, pot fi mai puțin susceptibile de a fi afectate de această problemă ipotetică.[29]
- Efectul uncanny valley este pur și simplu un caz specific de procesare a informațiilor, cum ar fi categorizarea și efectele bazate pe frecvență. Spre deosebire de ipoteza conform căreia uncanny valley se bazează pe un grup eterogen de fenomene, argumente recente au sugerat că fenomenele asemănătoare cu uncanny valley reprezintă pur și simplu produse ale procesării informațiilor, cum ar fi categorizarea. Cheetham et al.[30] au argumentat că efectul „valea stranie” poate fi înțeles în termeni de procese de categorizare, cu o limită de categorie care definește „valea”. Extinzând acest argument, Burleigh și Schoenherr[31] au sugerat că efectele asociate cu valea stranie pot fi împărțite în cele atribuibile limitei categoriei și frecvenței exemplarelor individuale. Adică, răspunsurile afective negative atribuite văii stranii au fost pur și simplu un rezultat al frecvenței expunerii, similar efectului simplei expuneri⁠(d). Prin variația frecvenței elementelor de formare, aceștia au reușit să demonstreze o disociere între incertitudinea cognitivă bazată pe limita categoriei și incertitudinea afectivă bazată pe frecvența exemplarelor de formare. Într-un studiu ulterior, Schoenherr și Burleigh[32] au demonstrat că o manipulare instrucțională a afectat acuratețea categorizării, dar nu și ratingurile de afectare negativă. Astfel, efectele generaționale și artefactele culturale pot fi explicate cu ajutorul mecanismelor de bază de procesare a informațiilor.[33] Aceste constatări și altele conexe au fost utilizate pentru a susține că valea stranie este doar un artefact al unei familiarități mai mari cu membrii categoriilor umane și nu reflectă un fenomen unic.
- Un design bun poate evita efectul uncanny valley. David Hanson⁠(d) a criticat ipoteza lui Mori conform căreia entitățile care au un aspect aproape uman vor fi în mod necesar evaluate negativ.[34] El a arătat că efectul „uncanny valley” poate fi eliminat prin adăugarea unor caracteristici neotene⁠(d), de desen animat, entităților care au provocat anterior un efect „uncanny valley”.[34] Această metodă încorporează ideea că oamenii găsesc caracteristicile atrăgătoare atunci când acestea amintesc de puii propriei noastre specii (precum și de multe alte specii), așa cum sunt folosite în desenele animate.